# Roche Jacques
Roche Jacques är ett berg i Kanada.   Det ligger i provinsen Alberta, i den centrala delen av landet, 3 100 km väster om huvudstaden Ottawa. Toppen på Roche Jacques är 2 603 meter över havet, eller 808 meter över den omgivande terrängen. Bredden vid basen är 9,7 km. Roche Jacques ingår i Jacques Range.
Terrängen runt Roche Jacques är bergig åt sydväst, men åt nordost är den kuperad.Runt Roche Jacques är det mycket glesbefolkat, med 5 invånare per kvadratkilometer.. Närmaste större samhälle är Jasper Park Lodge, 18,3 km söder om Roche Jacques.
Trakten runt Roche Jacques består i huvudsak av gräsmarker.